# Departamento de Guerra dos Estados Unidos
O Departamento de Guerra dos Estados Unidos, chamado de Gabinete de Guerra nos primeiros anos, foi o departamento do Gabinete dos Estados Unidos originalmente responsável pela operação e manutenção do Exército dos Estados Unidos, também responsável pelos assuntos navais até o estabelecimento do Departamento da Marinha em 1798, e para a maioria das forças aéreas terrestres até a criação do Departamento da Força Aérea em 18 de setembro de 1947. O Secretário da Guerra, uma agência civil com responsabilidades como finanças e compras e um papel secundário na direção dos assuntos militares, chefiou o Departamento de Guerra ao longo de sua existência.
O Departamento de Guerra existiu de 7 de agosto de 1789 até 18 de setembro de 1947, quando se dividiu para o Departamento do Exército e Departamento da Força Aérea e passou a fazer parte do Departamento da Marinha como parte do novo Estabelecimento Militar Nacional (National Military Establishment, NME), renomeado como Departamento de Defesa dos Estados Unidos em 1949.

## História
Pouco depois do estabelecimento de um forte governo do presidente George Washington em 1789, o Congresso dos Estados Unidos criou o Departamento de Guerra como uma agência civil para administrar o exército de campanha sob o comando do presidente (como comandante-chefe) e do Secretário da Guerra dos Estados Unidos. O general sênior aposentado Henry Knox, então em vida civil, serviu como o primeiro Secretário da Guerra dos Estados Unidos.